# موش دودی
موش دودی (نام علمی: Pseudomys fumeus) نام یک گونه از سرده شبه‌موش‌ها است.